# Лиелайс-Лудзас
Лие́лайс-Лу́дзас (латыш. Lielais Ludzas — Большое Лудзенское) — озеро на территории Звиргзденской волости Циблского края Латвии. Площадь поверхности — 8,464 км². Площадь водосборного бассейна — 609 км². Длина береговой линии — 21,7 км.
По западному берегу озера проходит граница Звиргзденской волости и Иснаудской волости Лудзенского края. Также на берегу озера расположен город Лудза, село Луцмуйжа.
Дно озера песчаное, илистое, берега преимущественно земляные. 4 острова с общей площадью 4,8 Га. В озеро впадают реки Пилда и Исталсна. Протоки соединяют озеро с озёрами Дунаклю и Мазайс-Лудзас. Обитает 14 видов рыбы.
В 1927—1930 годах проведены работы по углублению вытекающей из Лиелайс-Лудзас реки Лудза, построены шлюзы, регулирующие уровень воды для нужд Фелициановской ГЭС. В 1960 году река Лудза отрегулирована.
На берегах озера находятся поселение Крейчу, относящееся к каменному и раннему бронзовому векам и городище Кишу. Живописные развалины Лудзенского замка.